# هيرويوكي إيشيدا
هيرويوكي إيشيدا (باليابانية: 石田 博行) (31 أغسطس 1979 في يوكوهاما في اليابان – )؛ هو لاعب كرة قدم ياباني سابق كان يلعب كمهاجم.

## وصلات خارجية
- هيرويوكي إيشيدا على موقع رابطة كرة القدم اليابانية للمحترفين (اليابانية)
- هيرويوكي إيشيدا على موقع قاعدة بيانات كرة القدم.إي يو (الإنجليزية)
- هيرويوكي إيشيدا على موقع Soccerway.com (الإنجليزية)
- هيرويوكي إيشيدا على موقع عالم كرة القدم.نت (الإنجليزية)
- هيرويوكي إيشيدا على موقع كووورة